# Matema
Matema è il nome di un villaggio nel distretto di Kyela, nella regione di Mbeya, Tanzania. Secondo il censimento del 2002, il villaggio ha circa 12.421 abitanti.
Matema comprende la punta settentrionale del lago Niassa, ai pedi dei monti Kipengere. La popolazione è dedita quasi esclusivamente all'agricoltura e alla pesca
Curiosamente, le acque del lago, anche in prossimità della costa tanzaniana, sono attualmente considerate sotto la giurisdizione del Malawi. La controversia, seppure non abbia eccessivo riscontro sul piano delle relazioni interafricane, è formalmente oggetto di una disputa ancora aperta perché la Tanzania si appella alla pratica consuetudinaria di far correre i confini lungo la linea mediana tra le sponde.

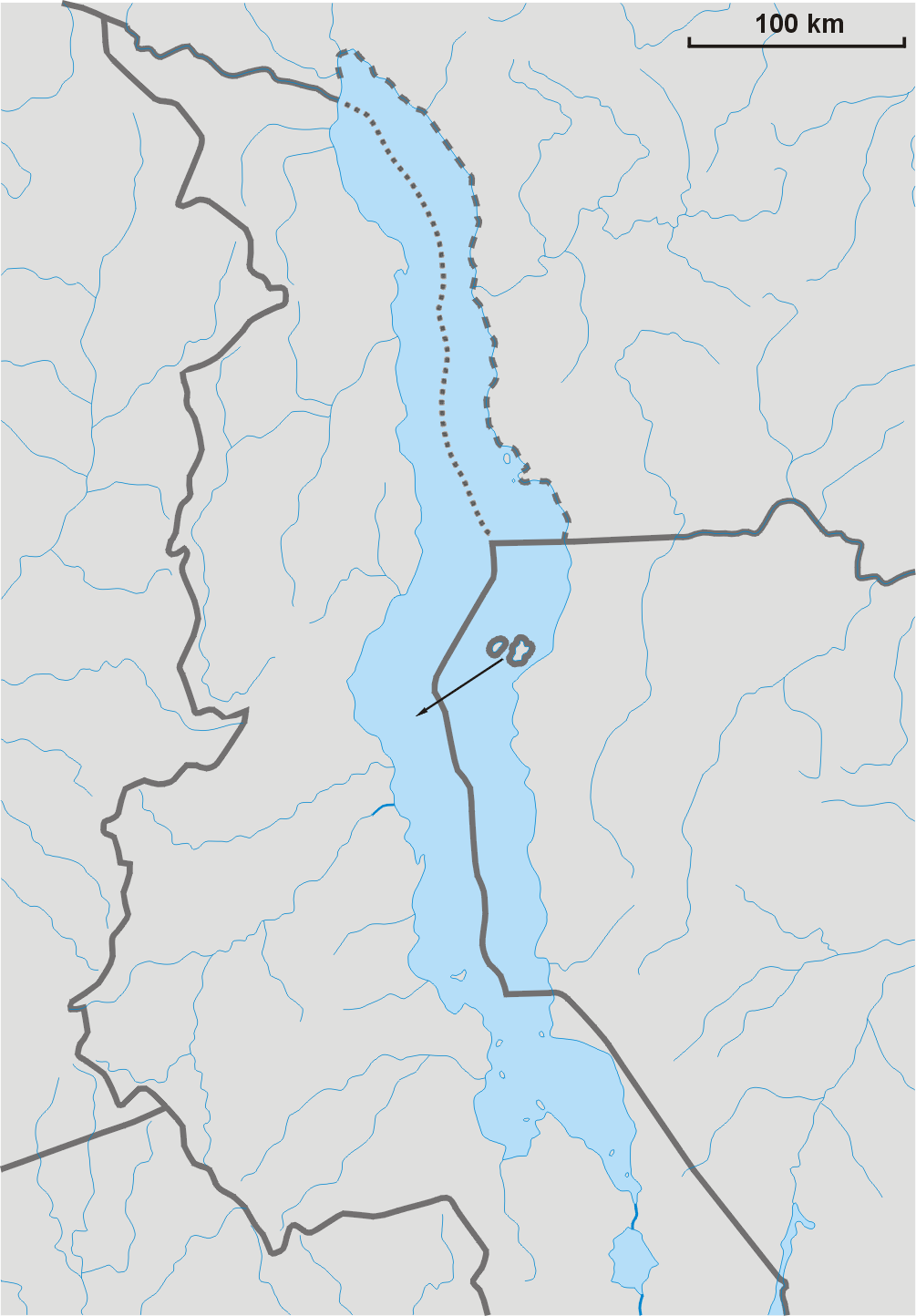
Il confine attuale (lungo la costa) e quello proposto dalla Tanzania (a metà del lago)

Matema ospita un certo numero di visitatori che vi si recano per godere la pace della spiaggia sabbiosa. Nella zona di Matema, il fondo è sabbioso e non c'è vegetazione, per questo motivo il rischio di contrarre la schistosomiasi (bilharziosi) è molto ridotto.
Le acque di Matema sono quelle più propizie alla pratica del nuoto, rispetto a tutte le altre località che si trovano lungo la strada intorno al lago Niassa nei distretti di Tukuyu e Mbeya. La parte terminale della strada che collega Mbeya a Matema può essere difficoltosa da transitare quando l'epoca delle piogge sia avanzata (febbraio-aprile).
A partire dal 2010, Matema è collegata alla rete elettrica della TANESCO.

## Economia

### Turismo

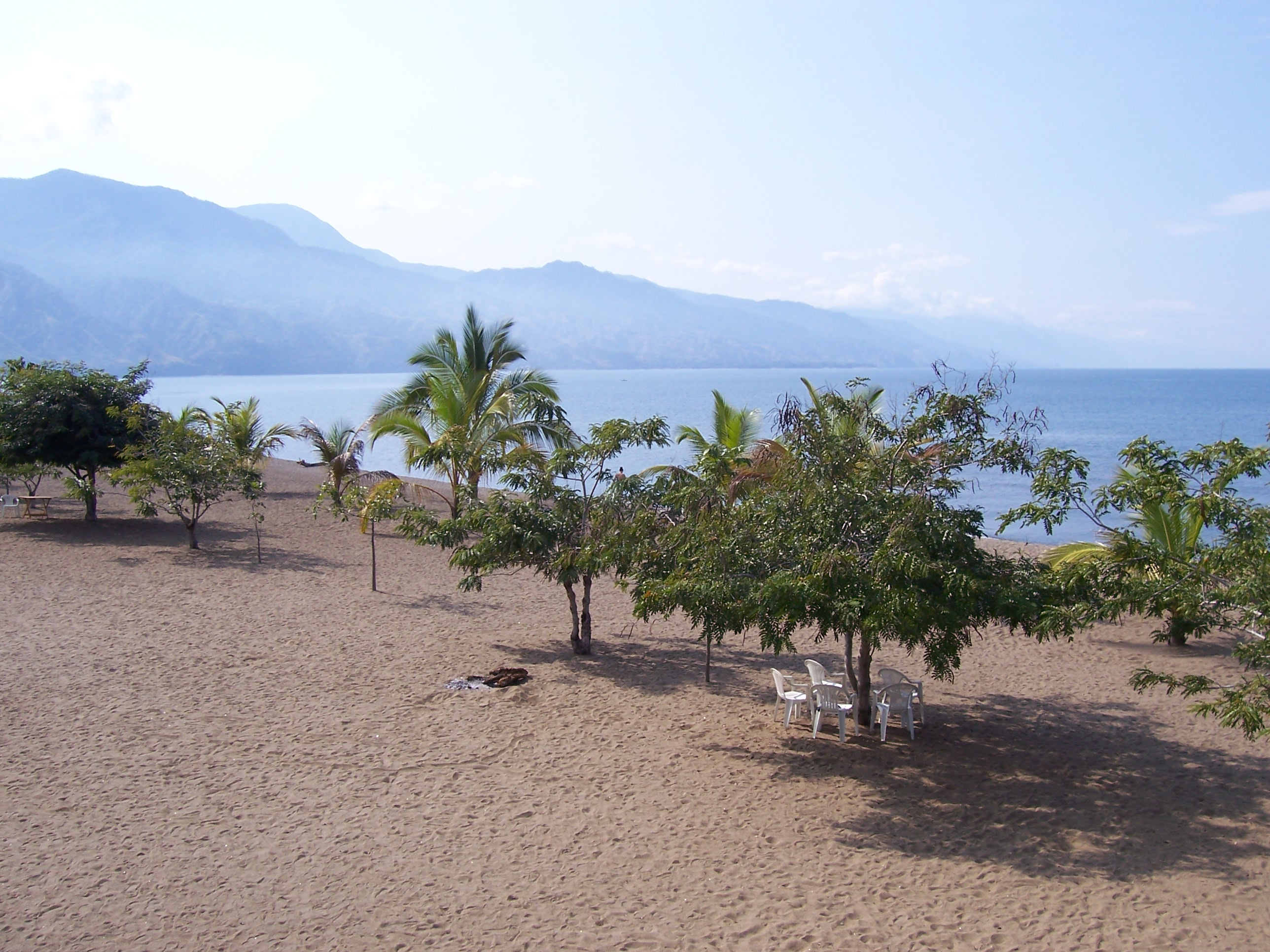
La spiaggia di Matema

Matema offre, prima di tutto, la possibilità di bagni nel lago Niassa, inoltre si trova in prossimità dei monti Kipengere, che danno opportunità di trekking nella foresta e può essere una base per visitare il parco nazionale di Kitulo, un paradiso dei fiori. 
Ogni venerdì c'è un mercato di vasai che portano i loro vasi dal villaggio Ikombe, poco distante lungo la costa del lago, dove le donne Kisi sono note per l'abilità nella produzione di oggetti di argilla.
Nel paese, ci sono varie pensioni gestite dalla diocesi luterana, dalla chiesa cattolica e dagli evangelisti.